# Karl-Hermann May
Karl-Hermann May (* 28. November 1903 in Weilburg an der Lahn; † 25. September 1990 in Wiesbaden) war ein deutscher evangelischer Theologe und Historiker.

## Leben
Karl-Hermann May wurde als Sohn des Eisenbahnobersekretärs Richard May geboren. Nachdem die Familie wegen des Berufs des Vaters mehrfach den Wohnort gewechselt hatte, ließ sie sich nach dessen Pensionierung 1916 in Gräveneck nieder. Von da an besuchte Karl-Hermann May bis 1923 das Gymnasium Philippinum Weilburg.
Nach einem Theologie- und Geschichtsstudium in Tübingen, Gießen, Berlin und Marburg und kurzem Dienst als Hilfsprediger in Griesheim versah er von 1930 an 26 Jahre lang die Pfarrei Kemel im damaligen Untertaunuskreis, Regierungsbezirk Wiesbaden, wo noch zu seinen Lebzeiten eine Straße nach ihm benannt wurde. Seine Dissertation, erstellt unter dem Marburger Mediävisten Edmund E. Stengel, veröffentlichte er 1939 unter dem Titel Territorialgeschichte des Oberlahnkreises. 1956 nahm er eine Pfarrstelle in Bad Schwalbach an, wo er von 1959 bis 1968 zugleich als Dekan wirkte. Nach seiner Emeritierung am 1. Dezember 1968 ließ er sich in Wiesbaden nieder. Dort ist er auf dem Sonnenberger Friedhof beigesetzt.
May war seit 1933 Mitglied der Historischen Kommission für Nassau und von 1968 bis 1978 im Vorstand des Vereins für nassauische Altertumskunde und Geschichtsforschung, danach deren Ehrenmitglied. In den Jahren 1951 bis 1956 leitete er als Vorsitzender die Hessische Kirchengeschichtliche Vereinigung.
Mit seiner Ehefrau Friedel, geb. Hammes, hatten May zwei Töchter.

## Werke (Auswahl)
- 1939 Territorialgeschichte des Oberlahnkreises, Dissertation phil. Marburg.
- 1943 Beiträge zur Geschichte der Herren zu Lipporn und Grafen von Laurenburg.
- 1951 Zur Geschichte Konrads von Marburg.
- 1952 Reichsbanneramt und Vorstreitrecht in hessischer Sicht.
- 1952 Stammsitz, Rechtsnachfolger und Erben des Minnesängers Friedrich von Hausen († 1190).
- 1955 Die geschichtliche Existenz und Bedeutung Volkers von Alzey.
- 1967 Die Eroberer der Reichsstadt Wiesbaden vom Frühjahr 1242.
- 1975 Die Grafschaft an der mittleren Lahn (Gießen-Wetzlar) und die Erben ihrer aussterbenden Grafen von Luxemburg-Gleiberg im 12. Jahrhundert.
- 1980 Die kölnischen Lehen des Hauses Nassau und die niederrheinische Herkunft der Ruperte von Laurenburg-Nassau.